# Maisons-lès-Chaource

Maisons-lès-Chaource este o comună în departamentul Aube din nord-estul Franței. În 1 ianuarie 2022 avea o populație de 176 de locuitori.